# Marquelia
Marquelia är en ort i Mexiko.   Den ligger i kommunen Marquelia och delstaten Guerrero, i den södra delen av landet, 300 km söder om huvudstaden Mexico City. Marquelia ligger 13 meter över havet och antalet invånare är 6 874.
Terrängen runt Marquelia är huvudsakligen platt, men norrut är den kuperad. Havet är nära Marquelia söderut. Runt Marquelia är det ganska glesbefolkat, med 34 invånare per kvadratkilometer. Närmaste större samhälle är Copala, 17,4 km väster om Marquelia. Omgivningarna runt Marquelia är en mosaik av jordbruksmark och naturlig växtlighet.